# 1691
| [ Edytuj tabelę ]              | |
| Król Polski                    | - 1674 Jan III Sobieski 1696 |
| Współksiążęta Andory           | - 1689 Oleguer de Montserrat i Rufet 1694 - 1643 Ludwik XIV 1715                                                                             |
| Król Anglii i Szkocji          | - 1689 Wilhelm III Orański 1694 - 1689 Maria II 1694                                                                                         |
| Elektor Bawarii                | - 1679 Maksymilian II Emanuel 1726 |
| Elektor Brandenburgii          | - 1688 Fryderyk III 1701 |
| Sułtan Brunei                  | - 1690 Nassaruddin 1705 |
| Cesarz Chin                    | - 1661 Kangxi 1722 |
| Król Czech                     | - 1657 Leopold I Habsburg 1705 |
| Król Danii                     | - 1670 Chrystian V 1699 |
| Dalajlama                      | - 1683 Cangjang Gjaco 1706 |
| Cesarz Etiopii                 | - 1682 Ijasu Wielki 1706 |
| Król Francji                   | - 1643 Ludwik XIV 1715 |
| Król Hiszpanii                 | - 1665 Karol II 1700 |
| Landgraf Hesji-Kassel          | - 1670 Karol I Heski 1730 |
| Stadhouder Holandii            | - 1672 Wilhelm III Orański 1702 |
| Szach Iranu                    | - 1666 Safi II 1694 |
| Państwo Wielkich Mogołów       | - 1658 Aurangzeb 1707 |
| Król Irlandii                  | - 1689 Wilhelm III Orański 1702 |
| Cesarz Japonii                 | - 1687 Higashiyama 1709 |
| Kalif                          | - 1687 Sulejman II 1691 - 1691 Ahmed II 1695                                                                                                 |
| Patriarcha Konstantynopola     | - 1689 Kallinik II 1693 |
| Władca Korei                   | - 1674 Sukjong 1720 |
| Książę Kurlandii i Semigalii   | - 1682 Fryderyk Kazimierz Kettler 1698 |
| Sułtan Maroka                  | - 1672 Maulaj Isma’il 1727 |
| Książę Monako                  | - 1662 Ludwik I 1702 |
| Król Nawarry                   | - 1643 Ludwik XIV 1710 |
| Król Norwegii                  | - 1670 Chrystian V 1699 |
| Sułtan Omanu                   | - 1688 Balarab ibn Sultan 1692 |
| Elektor Palatynatu             | - 1690 Jan Wilhelm 1716 |
| Papież                         | - 1689 Aleksander VIII 1691 - 1691 Innocenty XII 1700                                                                                        |
| Książę Parmy i Piacenzy        | - 1646 Ranuccio II 1694 |
| Król Portugalii                | - 1683 Piotr II 1706 |
| Książę w Prusach               | - 1688 Fryderyk 1701 |
| Car Rosji                      | - 1682 Iwan V 1696 - 1682 Piotr I Wielki 1725                                                                                                |
| Cesarz Rzymski (niemiecki)     | - 1658 Leopold I Habsburg 1705 |
| Kapitanowie Regenci San Marino | - 1690 Ottavio Leonardelli Lorenzo Giangi 1691 - 1691 Alfonso Tosini Baldassarre Tini 1691 - 1691 Lodovico Manenti Belluzzi Marino Beni 1692 |
| Elektor Saksonii               | - 1680 Jan Jerzy III Wettyn 1691 - 1691 Jan Jerzy IV Wettyn 1694                                                                             |
| Król Szwecji                   | - 1660 Karol XI 1697 |
| Król Tajlandii                 | - 1688 Phet Racha 1703 |
| Sułtan Turków                  | - 1687 Sulejman II 1691 - 1691 Ahmed II 1695                                                                                                 |
| Doża Wenecji                   | - 1688 Francesco Morosini 1694 |
| Król Węgier                    | - 1655 Leopold I 1705 |
| Książęta Wirtembergii          | - 1677 Eberhard Ludwik 1733 |

Rok 1691 / MDCXCI
stulecia: XVI wiek ~
XVII wiek ~
XVIII wiek

lata: 1681 «
1686 «
1687 «
1688 «
1689 «
1690 «
1691
» 1692
» 1693
» 1694
» 1695
» 1696
» 1701

## Wydarzenia w Polsce
- Nieudana wyprawa Jana III Sobieskiego na Mołdawię.
- 21 lutego – Jakub Ludwik Sobieski żeni się z Jadwigą Elżbietą, księżniczką neuburską.

## Wydarzenia na świecie
- 12 lutego-12 lipca – odbyło się konklawe.
- 12 lipca
  - na stolicę papieską wybrany został Antonio Pignatelli, nuncjusz apostolski w Rzeczypospolitej w latach 1660-1668. Elekt przybrał imię Innocentego XII.
  - wojna irlandzka: bitwa pod Aughrim.
- 18 sierpnia – wojna Francji z Ligą Augsburską: bitwa pod Leuze.
- 19 sierpnia – V wojna austriacko-turecka: zwycięstwo austriackie w bitwie pod Slankamenem.
- 3 października – podpisano układ pokojowy w Limerick kończący wojnę irlandzką.
- 7 października – została utworzona brytyjska prowincja Massachusetts Bay w Ameryce Północnej.
- Uzależnienie Siedmiogrodu od Austrii.

## Urodzili się
- 27 lutego – Edward Cave, brytyjski dziennikarz i drukarz (zm. 1754)
- 15 marca - Jerzy Ignacy Lubomirski, polski ziemianin, chorąży wielki koronny, pisarz polny koronny, książę, generał wojsk polskich i saskich (zm. 1753)
- 17 czerwca – Giovanni Paolo Pannini, włoski malarz i architekt (zm. 1765)
- 28 sierpnia – Elżbieta Krystyna z Brunszwiku-Wolfenbüttel, cesarzowa Świętego Cesarstwa Rzymskiego, królowa Czech i Węgier (zm. 1750)
- wrzesień – Joachim Royo, hiszpański dominikanin, misjonarz, męczennik, święty katolicki (zm. 1748)

## Zmarli
- 13 stycznia – George Fox, angielski dysydent i założyciel Religijnego Towarzystwa Przyjaciół (ur. 1624)
- 1 lutego – Aleksander VIII, włoski duchowny katolicki, papież (ur. 1610)
- 15 listopada – Aelbert Cuyp, holenderski malarz (ur. 1620)
- 8 grudnia – Richard Baxter, angielski teolog i pisarz purytański (ur. 1615)
- 30 grudnia – Robert Boyle, angielski chemik, fizyk, przyrodnik, filozof (ur. 1627)

- data dzienna nieznana: 
  - Andrzej Potocki – hetman polny koronny (ur. ?)

## Święta ruchome
- Tłusty czwartek: 22 lutego
- Ostatki: 27 lutego
- Popielec: 28 lutego
- Niedziela Palmowa: 8 kwietnia
- Wielki Czwartek: 12 kwietnia
- Wielki Piątek: 13 kwietnia
- Wielka Sobota: 14 kwietnia
- Wielkanoc: 15 kwietnia
- Poniedziałek Wielkanocny: 16 kwietnia
- Wniebowstąpienie Pańskie: 24 maja
- Zesłanie Ducha Świętego: 3 czerwca
- Boże Ciało: 14 czerwca